# Iphiaulax trichiosomus
Iphiaulax trichiosomus är en stekelart som beskrevs av Cameron 1906. Iphiaulax trichiosomus ingår i släktet Iphiaulax och familjen bracksteklar. Inga underarter finns listade i Catalogue of Life.